# Joaquim Gomis i Serdañons
Joaquim Gomis i Serdañons   (Barcelona, 19 de setembre de 1902 - Barcelona, 12 de desembre de 1991) fou un fotògraf català, considerat un dels més importants del segle xx i un dels fotògrafs pioners en la utilització d'un nou llenguatge fotogràfic. Fou també un personatge polifacètic: empresari, promotor artístic, col·leccionista, fotògraf i primer president de la Fundació Joan Miró de Barcelona. Com a fotògraf va desenvolupar una àmplia i rigorosa producció, relacionada amb els posicionaments artístics més avançats de l'època. Va ser membre fundador d'Amics de l'Art Nou i de Club 49, dos dels grups més actius en la difusió de l'art d'avantguarda a Catalunya entre 1930 i 1970. Va exposar a espais de renom com la Galeria Maeght de París, a la Triennale de Milà, al Saló del Tinell de Barcelona, el Zeit photo salon de Tokyo i al Museu d'Art Modern de Nova York.

## Biografia
Procedent d'una família benestant –el seu avi, Cels Gomis (Reus, 1842 - Barcelona, 1915) fou enginyer de camins– als dotze anys la seva padrina li va regalar una càmera de fotos (Brownie 6x9), i va a començar a fer fotografies el 1914 a Moià on estava reposant per una epidemia de tifus a Barcelona. La seva primera fotografia publicada fou el 1918 al butlletí del Centre Excursionista del Montseny.
L'any 1919 es va treure el títol de pèrit mercantil i va començar a treballar a l'empresa familiar, dedicada a les fibres de cotó. Dos anys més tard se'n va anar a viure, per motius professionals, a Anglaterra (1922-1924) i posteriorment als Estats Units, on passaria dos anys entre Houston i Dallas. En aquests viatges va començar a captar paisatges urbans, apassionat pels gratacels i el dinamisme que es mostrava a l'Amèrica dels anys 20. En aquest període va realitzar una obra pionera, tot avançant-se als programes dels teòrics de la Nova Visió.
El 1929 es va casar a París amb Odette Cherbonnier Morel, a qui havia conegut cinc anys abans i amb qui tindria dos fills, Odette (1930-2008) i Joan (1937-1995). Aquell mateix any Joan Prats li presentaria a Joan Miró. El 1932 va crear, amb Josep Lluis Sert, el grup d'Amics de l'Art Nou. Va establir amistat amb diferents membres de l'avantguarda catalana, sent tertulià habitual del Café Colon de Barcelona, trobades que quedarien aturades amb l'arribada de la Guerra Civil espanyola. Poc abans de la guerra, el 1935, va fer les seves primeres fotografies en color.
Durant els anys del conflicte es va exiliar a París, des d'on va viatjar ocasionalment per Anglaterra, França, els Països Baixos, Txecoslovàquia i Suïssa.
Un cop finalitzada la guerra, el 1939 tornà a Barcelona, on s'establí definitivament i on es pot dir que fou un agitador i promotor cultural, formant part de la vida social i cultural de la ciutat. Fou un dels membres fundados del grup ADLAN, així com del Club Cobalto 49, associació que durant la postguerra es va dedicar a difondre l'art nou. També fou membre del Cercle Maillol de l'Institut Francès de Barcelona i vicepresident durant quatre anys de la Cambra de Comerç Americana a Espanya.
Fou molt amic de Joan Miró. Juntament amb Francesc Català-Roca, fou de les poques persones que el va fotografiar en diverses ocasions mentre aquest treballava. Fruit de la seva amistat, Miró li dedicaria el seu "Mural de Joaquim Gomis". També fou amic de Picasso i de Paul Éluard, entre altres artistes de l'època.
El 1952 fou el fundador i primer president de l'Associació d'Amics de Gaudí. Entre 1972 i 1975 Gomis, amic de Joan Miró i de Joan Prats fou el primer president de la Fundació Joan Miró i personatge clau en la fase de gestació de la institució, on el 1982 se li va dedicar una exposició retrospectiva.
Deu anys més tard, coincidint amb la Primavera fotogràfica, el 2002 se li va dedicar una altra exposició, comissariada per Juan Naranjo.[3]

## Obra
Gomis fou un dels pioners catalans a emprar un llenguatge modern en fotografia, innovant tant pel que fa als temes com en els enfocaments. Totes aquestes novetats el van conduir a desenvolupar un llenguatge propi, amb enquadraments poètics, particulars i un tractament de la llum molt específic.
Algunes de les seves obres més conegudes són les fotografies de l'obra d'Antoni Gaudí, realitzades entre 1930 i 1958. Fou un dels primers artistes a intentar destacar l'obra de l'arquitecte modernista, quan aquest encara era observat amb cel per la burgesia catalana. Va arribar a publicar set llibres difonent la seva obra. També va fer moltes fotografies sobre l'illa d'Eivissa.
La seva producció està formada per uns 70.000 negatius i moltes diapositives i segons Juan Naranjo la seva obra es pot dividir en dues parts:

### La mirada obliqua(1922 – 1939)
Es un període en el qual Joaquim Gomis va fer una obra fotogràfica pionera i innovadora que es va avançar als programes teòrics de la Nova Visió i que ha tingut un paper important per entendre la fotografia moderna a Espanya i Europa. El fotògraf va fer la majoria de fotografies durant els seus viatges i les seves estades a alguns dels centres artístics d'Europa i dels Estats Units, com Nova York, París i Praga.

### La narració visual(anys 40)
A partir dels anys quaranta Joaquim Gomis va començar a sistematitzar la utilització de la sèrie fotogràfica com un mètode analític de treball que acabaria anomenant-se fotoscops, projecte editorial que va durar diverses dècades. Alguns dels fotoscops que va realitzar Joaquim Gomis són els següents: 
- Eucaliptus (fotoscop inèdit)
- Barcelona (fotoscop inèdit)
- El cos (fotoscop inèdit)
- Gaudí (1958)
- Atmosfera Miró (1959)
- Creació miro 1961 (1962)
- Eivissa forta i lluminosa (1967)
- Artesania (1968)

Els fotoscops van ser un dels projectes més importants de Joaquim Gomis, ja que des de principis de 1920 fins al final de la seva vida va ser un element que va estar vinculat als grups i moviments que van conformar al art de l'Avantguardisme del segle xx. La seva gran producció fotogràfica va mantenir una qualitat i una creativitat excepcionals que la situen al mateix nivell que els grans corrents artístics que van marcar la societat de l'època.
Joaquim Gomis i Serdañons va ser una persona compromesa que gaudia fent allò que més l'apassionava i a qui no va preocupar gaire el reconeixement que pogués obtenir per part de altres persones. Això es pot veure en una entrevista que li van fer durant l'any 1982 on li van preguntar si li hauria agradat ser un fotògraf famós i va respondre: “No em desagrada, però no ho ambiciono."

### Els fotoscops
Joaquim Gomis va publicar dotze llibres sota el concepte de fotoscops, els quals van ser el seu principal espai discursiu i una de les aventures editorials més destacades de les que es van dur a terme al voltant de la fotografia en l'Espanya de la postguerra. La paraula ve del grec foto (llum) i scop (examen) i són fotollibres els quals recopilen fotografies sobre un mateix tema ordenades de forma seqüencial. En ells es desenvolupa una visió particular que estava a mig camí entre el llenguatge cinematogràfic i el del fotoreportatge. Es va desenvolupar aquesta tècnica juntament amb Joan Prats, tot i que quan es parla de l'autoría d'aquest projecte la figura de Joaquim Gomis queda, d'alguna manera, eclipsada pel seu gran amic i soci.
La primera sèrie de fotoscops es va fer el 1940, dedicada a un eucaliptus, tot i que el concepte de sèrie ja l'havia fet servir anteriorment, més concretament a la seqüència de la Torre Eiffel de 1928. Prats va veure la sèrie de l'eucaliptus i va animar Gomis a fer llibres seguint aquest concepte de sèrie. Més endavant Gomis en faria d'altres dedicats a l'artesania, o als seus estimats Gaudí i Miró, entre d'altres. Per tant, els fotoscops van ser fonamentals en la comprensió de l'obra i de la figura de personalitats rellevants de l'art del segle XX com Joan Miró, Antoni Tàpies o Antoni Gaudí. Al projecte participarien personatges tan representatius com Le Corbusier, Roland Penrose, Michel Tapié, Josep Lluís Sert, Sigfried Giedion, James Johnson Sweeney, Francesc Vicens, Maria Lluïsa Borràs, i Joan Brossa.
El primer fotoscop no es va publicar però fins al 1952 a l'editorial Omega, La Sagrada Familia de Antonio Gaudí. Però seria el fotoscop Gaudí (RM, 1959), el que donaria forma a la col·lecció. El disseny dels fotoscops era més radical que el de la major part de fotollibres espanyols i estava en la línia de les propostes innovadores d'Alexey Brodovitch en llibres com Ballet. En total la col·lecció Fotoscop, Comunicación Visual va durar diverses dècades i passaria per tres editorials de Barcelona: Omega (1952), RM (1958-1962) i Polígrafa (1966-1971).

## Exposicions rellevants[calcitació]
Algunes de les seves exposicions més rellevants:
- 1948- Galeria Maeght de París
- 1957- Museum of Modern Art de Nova York[14]
- 1959- Seu de la UNESCO a París
- 1964- Institute of Contemporary Art de Londres
- 1982- Fundació Joan Miró
- 1997- IVAM de València[15]
- 2000- Sala de Cultura Sa Nostra d'Eivissa, Joaquim Gomis: un avantguardista independent[16]
- 2002- Fundació Joan Miró, comissariada per Juan Naranjo.[17]
- 2012- Fundació Joan Miró, Joaquim Gomis: de la mirada oblicua a la narració visual[18]
- 2019- Fundació Joan Miró, Miró-Gaudí-Gomis[19]

## Presència a museus
La fotografia Torre Eiffel forma part de la col·lecció permanent de fotografia del Museu Nacional d'Art de Catalunya. El març de 2011 els deu nets del fotògraf, propietaris de l'arxiu i del fons, van dipositar 70.000 documents a l'Arxiu Nacional de Catalunya, amb l'objectiu que, amb l'ajut de la Conselleria de cultura i la Fundació Joan Miró, es conservi i difongui l'obra de l'artista. Arran d'aquesta donació el 2012 es va organitzar una altra exposició retrospectiva. El dipòsit es va realitzar gratuïtament durant un període de quinze anys, renovables.

## Llibres destacats
- 1955- La Sagrada Família de Antonio Gaudí, amb textos d'Alexandre Cirici-Pellicer.
- 1959- Atmosfera Miró
- 1996- Atmosfera Gaudí, fotografies de Joaquim Gomis.[4] Barcelona : Fundació Caixa de Catalunya
- 1967- Ibiza, fuerte y luminosa[24]
- 1967- 1900 in Barcelona: modern style, art nouveau, modernismo, jugendstil[25]
- 1970- Joan Miro[26]
- 1971- Antoni Tàpies o L'escarnidor de diademes: Fotoscop[27]

## Premis i reconeixements
- 1947 — Premi Reconnaissance Française del Govern de França, pel suport als aliats durant la Segona Guerra Mundial.
- 1951 — Diploma i Medalla d'or de la Triennal de Milà, per les seves fotografies sobre Gaudí i Eivissa.
- 1987 — Premi Ocell Lunar ortorgat per la Fundació Joan Miró.
- 1994 – Premi Ciutat de Barcelona.[28]